# Ahlu Sunna Waljama'a
Ahlu Sunna Waljama'a o ASWJ (La Mayoría) es un grupo paramilitar somalí formado por los sufíes moderados opuestos al grupo radical islamista Al-Shabbaab. Están luchando para evitar la imposición de la sharia estricta y el wahabismo saudí en Somalia, y proteger las tradiciones de la comunidad sufí de Somalia. Los principales aliados de este grupo islámico moderado son el Gobierno Federal de Somalia, la AMISOM, y el Movimiento Raskamboni. Durante la sangrienta guerra civil de Somalia, la organización ha trabajado en colaboración con el señor de la guerra Mohamed Farrah Aidid.

## Historia
Ahlu Sunna Waljama'a se convirtió en un movimiento prominente en 2008, cuando se levantó en armas contra Al-Shabbaab después de que el grupo radical comenzó a destruir las tumbas de los santos sufíes del país. El grupo se demuestra como moderado ya que se opone a las leyes que prohíben la música, el uso de la Catha edulis, y también se manifiestan en contra de la pena capital y a la amputación de miembros por diversos crímenes. Se oponen a la demolición de santuarios religiosos y a la lapidación.
Este grupo ha conseguido grandes victorias militares en el centro de Somalia y controlan la mayor parte del sur de Mudug, Gedo y Galguduud y en partes de Hiiraan, Shabeellaha Dhexe y Bakool.
El 15 de marzo de 2010 el Gobierno Federal de Somalia y Ahlu Sunna Waljama'a firmaron un acuerdo por el cual la milicia se encargaría de 5 ministerios del Gobierno somalí, además de algunos puestos diplomáticos y altos cargos dentro del aparato de seguridad nacional. Como contrapartida, la milicia prestaría apoyo militar al Gobierno somalí en su lucha contra Al-Shabbaab.

## Batallas
En 2008, al-Shabaab llevó a cabo varios ataques contra los sufíes y ASWJ comenzó a combatirlos. El ASWJ obtuvo grandes victorias en el centro de Somalia y controló la mayor parte del sur de Mudug, Gedo y Galgaduud, así como partes de Hiran, Middle Shebelle y Bakool. El grupo recibió el apoyo del gobierno etíope y ha sido considerado por algunos como una herramienta para la proyección de poder y la influencia política de Etiopía en Somalia.
El 15 de marzo de 2011, el gobierno de transición somalí y Ahlu Sunna Waljama'a firmaron un acuerdo otorgando a la milicia el control de cinco ministerios, además de puestos diplomáticos y altos cargos dentro del aparato de seguridad nacional. A cambio, la milicia prestaría apoyo militar contra al-Shabaab. Al mes siguiente, ASWJ le arrebató a Al-Shabbaab el control de la ciudad de Dhuusamareeb, situada en la región de Galguduud. El 3 de mayo, varias horas de combates entre Ahlu Sunna Waljama'a respaldados por soldados del GFT contra Al-Shabaab tuvieron lugar en la ciudad de Garbaharey en el Región de Gedo. La ciudad cayó en manos de Ahlu Sunna Waljama'a y el Gobierno Federal de Transición. 3 Ahlu Sunna Waljama'a- y 23 combatientes de Al-Shabaab fueron muertos en acción.[cita requerida] Durante los combates, el presidente de Ahlu Sunna Waljama'a de región de Gedo Sheikh Hassan Sheikh Ahmed (también conocido como Qoryoley) resultó herido. Murió en un hospital de Nairobi 2 días después.

El 28 de abril de ese mismo año tropas del ASWJ combatieron, con el apoyo del Gobierno somalí, a fuerzas de Al-Shabbaab en la ciudad de Luuq, en la región de Gedo. El AWSJ perdió a 27 milicianos, el Gobierno somalí a 8 militares, mientras que las bajas de los extremistas son desconocidas.
El 3 de mayo, luego de varias horas de enfrentamientos con milicias de al-Shabbaab, las fuerzas del Ahlu Sunna Waljama'a respaldadas por el Gobierno Federal de Transición lograron el control de la localidad de Garbaharey, en la región de Gedo. La ciudad cayó en manos de Ahlu Sunna Waljama'a y el GFT. Hubo 26 muertos, tres pertenecían al ASWJ, los restantes a la milicia radical. Durante los combates, el gobernador de Gedo designado por Ahlu Sunna Waljama'a, Sheikh Hassan Sheikh Ahmed ,(alias Qoryoley) resultó herido. Murió en un hospital de Nairobi 2 días después.
El 1 de marzo de 2012, hubo duros enfrentamientos entre hombres del Ahlu Sunna Waljama'a (respaldados por tropas del Gobierno somalí) y combatientes de Al-Shabaab en Garbaharey. Funcionarios del Gobierno somalí dijeron que los combatientes de Ahlu Sunnah Waljama'a y del Ejército somalí lograron repeler con éxito los ataques de Al-Shabaab en las bases del gobierno durante la noche del 29 de febrero al 1 de marzo, matando a 22 combatientes yihadistas pero perdiendo a 3 hombres de las fuerzas pro-gubernamentales.

No fue hasta el 11 de febrero de 2015, estalló una disputa en la ciudad de Guri'el, Región de Galguduud, 400km al norte de Mogadiscio.La disputa tuvo lugar entre Ahlu Sunna Waljama'a y combatientes del Ejército Nacional de Somalia y provocó al menos 16 muertos (tres de los cuales eran civiles) y 14 heridos. La disputa aparentemente estaba relacionada con una lucha de poder local entre políticos reunidos en Dhuasamareb, en la región centro-norte de Galgadud. Luego, los soldados se retiraron de la ciudad. Al día siguiente se organizó un contraataque con bombardeos de ambos bandos y los soldados se retiraron tras la muerte de 9 combatientes. El portavoz de Ahlu Sunna, Abdinoor Mohamed Hussein, aclaró más tarde que la disputa no era entre las tropas del gobierno somalí y Ahlu Sunna, sino entre Ahlu Sunna y dos funcionarios estatales en particular, Mahad Mohamed Salad, el ministro de Estado para la Presidencia, y Mohamed Roble Jimale 'Gobale', Comandante de la Brigada 3 en Mogadiscio. Ahlu Sunna acusó a los dos hombres de hacer un mal uso y esconderse detrás de la mano de obra y los recursos federales para resolver quejas personales con el grupo. El 14 de febrero, una delegación de políticos y ancianos tradicionales encabezada por el expresidente del estado regional de Galmudug Mohamed Ahmed Ma'alim negoció un alto el fuego entre las partes en conflicto. Estaba previsto que la tregua incondicional fuera seguida por conversaciones de reconciliación entre las partes interesadas locales.
El 5 de marzo, el ministro de Defensa Abdulkadir Sheikh Dini y el líder de Ahlu Sunna Mohamed Ali Hassan firmaron un acuerdo conjunto de cinco puntos que estipulaba que habría un alto el fuego bilateral, las tropas se retirarían sin ofensivas o uso de armas, las fuerzas gubernamentales estarían guarnecidas en Dhusamareeb mientras que las tropas de Ahlu Sunna estarían estacionadas en Guriel, los residentes locales desplazados deberían regresar a sus casas y se lanzaría una conferencia de reconciliación dentro de un período de diez días.

## Entrenamientos de tropas
Unos 700 combatientes del Ahlu Sunnah Waljama'a completaron un programa de adiestramiento militar en Etiopía el 29 de mayo de 2011, y fueron desplegados en la región de Gedo.